# Рау, Эдуард Иванович
Эдуард Иванович Рау — российский учёный в области физической электроники и электронной микроскопии, доктор физико-математических наук (1993), профессор (1995).

## Биография
Родился 3 декабря 1941 года в селе Макинка Энбекшильдерского района Акмолинской области Казахской ССР, куда после начала войны были депортированы его родители-немцы.
Окончил Макинскую среднюю школу (1961, с медалью) и факультет физической электроники Московского государственного университета (1966). Был оставлен на кафедре физической электроники. В 1975 г. защитил кандидатскую диссертацию «Развитие электроннооптических методов исследования локальных электрических и магнитных полей».
С 2017 г. — главный научный сотрудник кафедры физической электроники МГУ.
Ряд лет работал заведующим лабораторией диагностической электронной микроскопии и микротомографии, которую его кафедра создала совместно с Институтом проблем технологии микроэлектроники РАН (г. Черноголовка Московской области). С 1995 г. читает курс лекций «Электронно-зондовая диагностика материалов и приборов микроэлектроники».
В 1993 г. защитил докторскую диссертацию «Локальная диагностика объектов микроэлектроники методами электронной томографии и сканирующей микроскопии». Профессор по специальности Техника физического эксперимента, физика приборов, автоматизация физических исследований с 1995 г.
Сфера научных интересов:
- сканирующая электронная микроскопия материалов и приборов микро- и паноэлектроники,
- электронная микротомография трехмерных микроструктур,
- электронно-зондовые методы диагностики в полупроводниковой микроэлектронике.

Под его руководством подготовлено и защищено 16 кандидатских диссертаций.
По состоянию на 2020 год автор 175 статей, 3 книг, 39 докладов на конференциях. Книги:
- Физические основы плазменных и лучевых технологий. Бабаев В. Г., Бычков В. Л., Двинин С. А., Ершов А. П., Карташов И. Н., Константиновский Р. С., Кузелев М. В., Промохов А. А., Рау Э. И., Руденко К. В., Савченко Н. Ф., Хвостов В. В., Черников В. А., Шибков В. М. 2012. Московский государственный университет имени М. В. Ломоносова, Физический факультет Москва, 187 с.
- Сборник задач компьютерного практикума по физическим основам плазменных и лучевых технологий. Бабаев В. Г., Двинин С. А., Ершов А. П., Промохов А. А., Рау Э. И., Руденко К. В., Хвостов В. В., Черников В. А., Шибков В. М. 2000. Издательский центр физического факультета МГУ Москва, 152 с.